# Paweł Wolak (aktor)
Paweł Wolak (ur. 1 maja 1973 w Lubinie) − polski aktor filmowy i teatralny.

## Życiorys
Studiował na Wydziale aktorskim PWST w Krakowie. 26 maja 1995 miał miejsce jego debiut teatralny.

## Filmografia
- 2004: Pierwsza miłość - Mieczysław, mechanik samochodowy
- 2004: Fala zbrodni - Tomasz (odc. 18)
- 2005: Doskonałe popołudnie - Piotruś Jabłecki
- 2007: Plac wolności - dyrektor cyrku, ksiądz Wacław
- 2007: Fala zbrodni - Kaszewski "Kasza" (odc. 91, 92)
- 2007-2010: Na dobre i na złe − Waldek (odc. 321, 322, 324, 330, 336, 351, 352, 369, 426)
- 2008: Golgota wrocławska - milicjant
- 2009: Piksele - pielęgniarz Wielki
- 2009: Janosik. Prawdziwa historia
- 2009: Operacja Dunaj - Lubomir
- 2011: Licencja na wychowanie - prezes firmy Romy (odc. 97)
- 2011: Układ warszawski - człowiek "Sinego" (odc. 11)
- 2012: Czas honoru - oficer sowiecki (odc. 65)
- 2012: Galeria - Mazur (odc. 79)
- 2013: Orkiestra - Fuga
- 2019: Świat według Kiepskich - pop (odc. 546)
- 2020: Król – Pantaleon Karpiński

## Nagrody
- 2003: "Żelazna Kurtyna" - nagroda w plebiscycie dziennikarzy i widzów dla najlepszego aktora w sezonie 2002/03 w Teatrze im. Heleny Modrzejewskiej w Legnicy
- 2014: Nagroda im. Stanisława Bieniasza za dramat "Droga śliska od traw. Jak to diabeł wsią się przeszedł" na XIV Ogólnopolskim Festiwalu Dramaturgii Współczesnej "Rzeczywistość Przedstawiona" w Zabrzu